# Chervettes
Chervettes is een plaats en voormalige gemeente in het Franse departement Charente-Maritime in de regio Nouvelle-Aquitaine en telt 129 inwoners (2004). De plaats maakt deel uit van het arrondissement Rochefort.

## Geschiedenis
Op 1 januari 2018 fuseerde de gemeente met Saint-Laurent-de-la-Barrière en Vandré tot de commune nouvelle La Devise.

## Geografie
De oppervlakte van Chervettes bedraagt 4,0 km², de bevolkingsdichtheid is 32,3 inwoners per km².
De onderstaande kaart toont de ligging van Chervettes met de belangrijkste infrastructuur en aangrenzende gemeenten.

## Demografie
Onderstaande figuur toont het verloop van het inwonertal.